# アルファロメオ・イグアナ
アルファロメオ・イグアナ(Alfa Romeo Iguana)は、アルファロメオのコンセプトカーである。

## 概要
1969年のトリノショーで発表された。シャシーは33ストラダーレ・シャシー。

## 特徴
鈍く輝くボディはまず黒を塗りその上から色々な形のアルミフレークを吹き付けた「擬態ブラック・メタリック」というもの。また、助手席のシートベルトはハーネス式ではなくチョッキ型である。現在、エンジンはモントリオールの搭載していたティーポ564に換装されている。